# (523759) 2014 WK509
(523759) 2014 WK509とは、太陽系の最も外側の領域にある散乱円盤天体に分類される太陽系外縁天体である。2010年9月14日に、アメリカ合衆国のハワイ州の一部であるマウイ島に位置するハレアカラ天文台でパンスターズによって発見された。(523759) 2014 WK509の直径は約600kmと推定されている。

## 軌道と分類
(523759) 2014 WK509は散乱円盤天体の分類に属している。362年6か月に1回、太陽から40.1~61.6天文単位離れた距離を公転している（132,399日、軌道長半径は50.8天文単位）。(523759) 2014 WK509の軌道は0.21の離心率を持ち、黄道に対して15°傾いている。観測弧は、公式の最初の観測の3年以上前の2010年9月14日からハレアカラ天文台で始まっている。その軌道にはまだ高い不確実性がある。

## 番号と名称
(523759) 2014 WK509は、2018年9月25日に小惑星センターによって小惑星番号が与えられた。2018年現在、正式な名称は与えられていない。

## 物理的特性
絶対等級4.4と仮定した場合、アルベド0.09に基づいて、Johnston's Archiveは約584キロメートル (363 mi)の平均直径を推定している 。2018年現在、(523759) 2014 WK509の回転光度曲線は測光観測から取得されていない。(523759) 2014 WK509の自転周期、極、形状は不明のままである。